# RD-855
O RD-855 (GRAU Index 8D68M), também conhecido como RD-68M, é um motor soviético de foguete de combustível líquido, com quatro bocais móveis, exercendo a função de controle de atitude, que queimava UDMH e N2O4 num ciclo gerador de gás.
Ele foi usado no primeiro estágio do R-36, Tsyklon-2 e Tsyklon-3 como empuxo vetorial por um mecanismo de movimentação do seu bocal. O motor é construido numa estrutura cilíndrica ao redor de um motor principal, no módulo RD-251. A estrutura inclui proteção aerodinâmica para os bocais e pequenos retro motores para assegurar a separação do primeiro estágio. O motor era acionado dois segundos antes do motor principal do RD-251.
Esse motor foi produzido em larga escala entre 1965 e 1992. Seu primeiro lançamento ocorreu em 16 de dezembro de 1965, num R-36 e seu último lançamento foi em 30 de janeiro de 2009 com o último lançamento do Tsyklon-3. Houve uma tentativa de reiniciar a sua produção voltada para o Tsyklon-4, mas com o aparente cancelamento desse projeto, o motor continua fora da linha de produção.